# Hilde Rubinstein
Hilde Rubinstein, född 7 april 1904 i Augsburg, död  5 augusti 1997 i Göteborg, var en tysk-svensk författare och konstnär som även skrev under pseudonymen Katarina Brendel.
Hon var dotter till chefskonstruktören Jacques Rubinstein. Hilde Rubinstein växte upp i en familj där fadern utvandrat från det tsaristiska Ryssland. Familjen fick tyskt medborgarskap 1914. Hilde Rubinstein (äldsta dottern) fick en konstnärlig utbildning vid bland annat konstakademien i Düsseldorf och Bauhaus i Weimar samt för Richard Seewald i Köln. Hon hade en debututställning i mitten av 1920-talet och hon ställde ut ett flertal gånger separat i Tyskland samt arbetade som illustratör av barnböcker. Hon drabbades av antisemitismen under nazismen och satt i fängelse mer än ett år. År 1934 emigrerade hon genom Belgien och Holland och kom 1935 till Sverige. 1936 och 1937 bodde hon i Sovjetunionen, men hotades av utvisning och flydde via Polen och Lettland åter till Sverige där hon blev  svensk medborgare 1947. I Sverige har hon ställt ut separat på bland annat Lilla ateljén, ÅetrÅ-centralen och Galerie Æsthetica. Hon medverkade i Realisternas utställning på Esseltehallen i Stockholm och i utställningen Konstnärer i landsflykt i Stockholm. Hon bodde i Göteborg till sin död 1997. Hennes mest kända verk är romanen Atomskymning (1953, senare på tyska Atomdämmerung, 1960), som hon gav ut under pseudonymen Katarina Brendel. Hon översatte August Strindbergs Röda rummet till tyska och bearbetade C.J.L. Almqvists Amorina till en version för tyska teaterscener. Hon skrev dikter, dramer, noveller och radiopjäser. Hennes konst består huvudsakligen av akvareller och teckningar utförda på grovt papper, ofta med porträtt, barnstudier eller gamla människor men även med många andra motivval.